# Spezialpionierbataillon 464
Das Spezialpionierbataillon 464 war ein Pionierverband der Bundeswehr. Das Bataillon war in der Kurpfalzkaserne in Speyer-Nord stationiert. Als Teil der Streitkräftebasis erfüllte es Sonderaufgaben durch den Bau und Betrieb von Feldlagern für bis zu 12.000 Soldaten und von Feldtanklagern. Das Bataillon war an allen Auslandseinsätzen der Bundeswehr beteiligt. Die Stellung von Soldaten für KFOR, EUFOR und ISAF begann im Frühjahr 2004.
Das Spezialpionierbataillon 464 entstand am 1. April 2003 durch Aufgabenänderung und Umbenennung des schweren Pionierbataillons 330 in Speyer (Schwimmbrückenpioniere), das gleichzeitig in die Streitkräftebasis wechselte. Gleichzeitig wechselten die Feldlagerbetriebskompanie 400 aus Speyer und die Technische Spezialpionierkompanie 400 aus Zweibrücken zur Streitkräftebasis und wurden dem Spezialpionierbataillon 464 unterstellt. Zum 1. Juli 2003 wurden auch die Spezialpionierkompanie 501 in Speyer und die Spezialpionierkompanie 500 aus Bruchsal in das Spezialpionierbataillon 464 eingegliedert.
Der feierliche Außerdienststellungsappell fand am 25. Juni 2015 vor dem Speyerer Dom statt. Der Standort Speyer wurde zum 31. Dezember 2015 geschlossen.

## Letzte Gliederung und Aufgaben

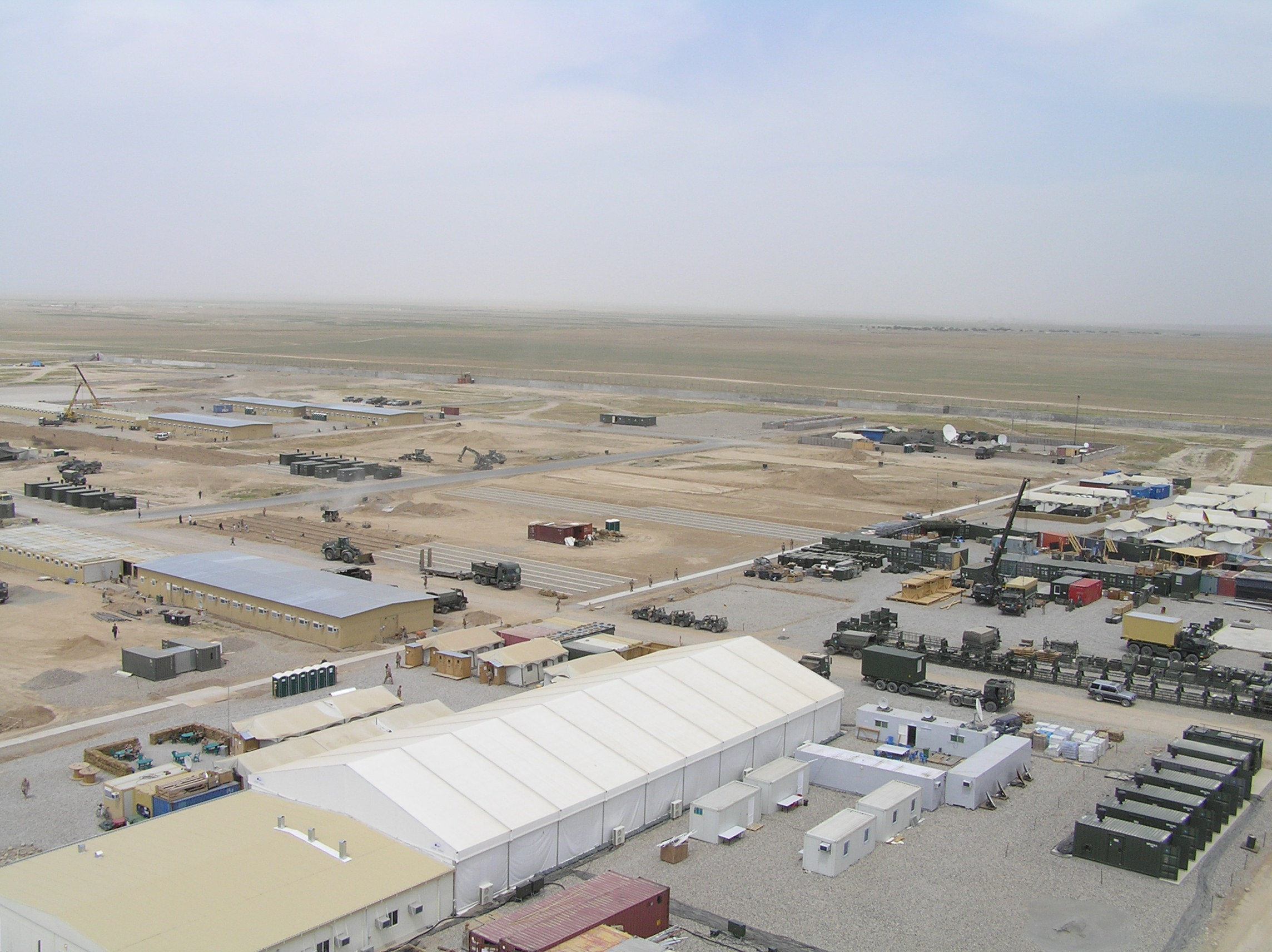
Ein modernes Bundeswehrfeldlager: Camp Marmal in Afghanistan

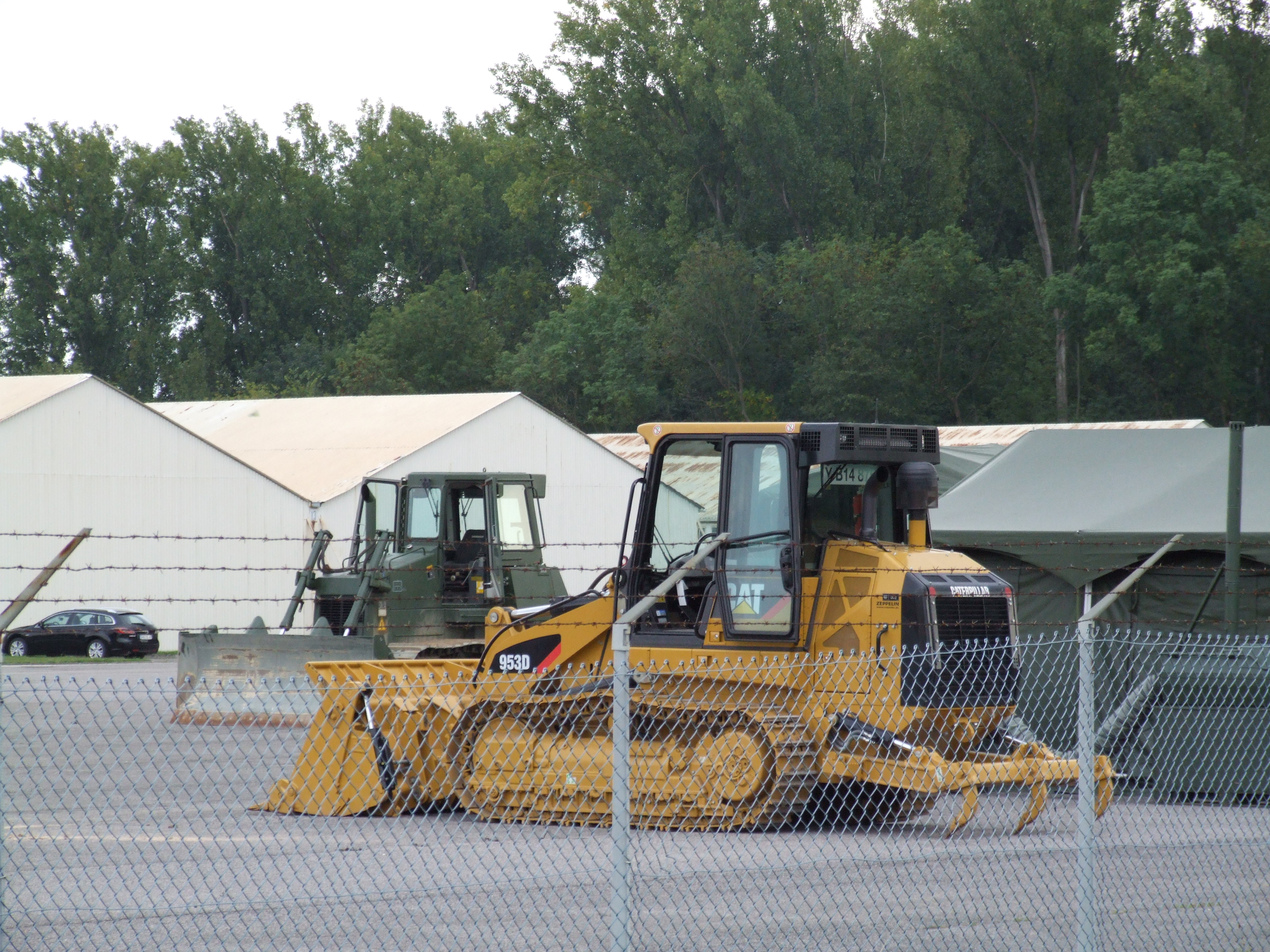
Caterpillar Bulldozer am Wasserübungsplatz Reffenthal des Spezialpionierbataillons 464

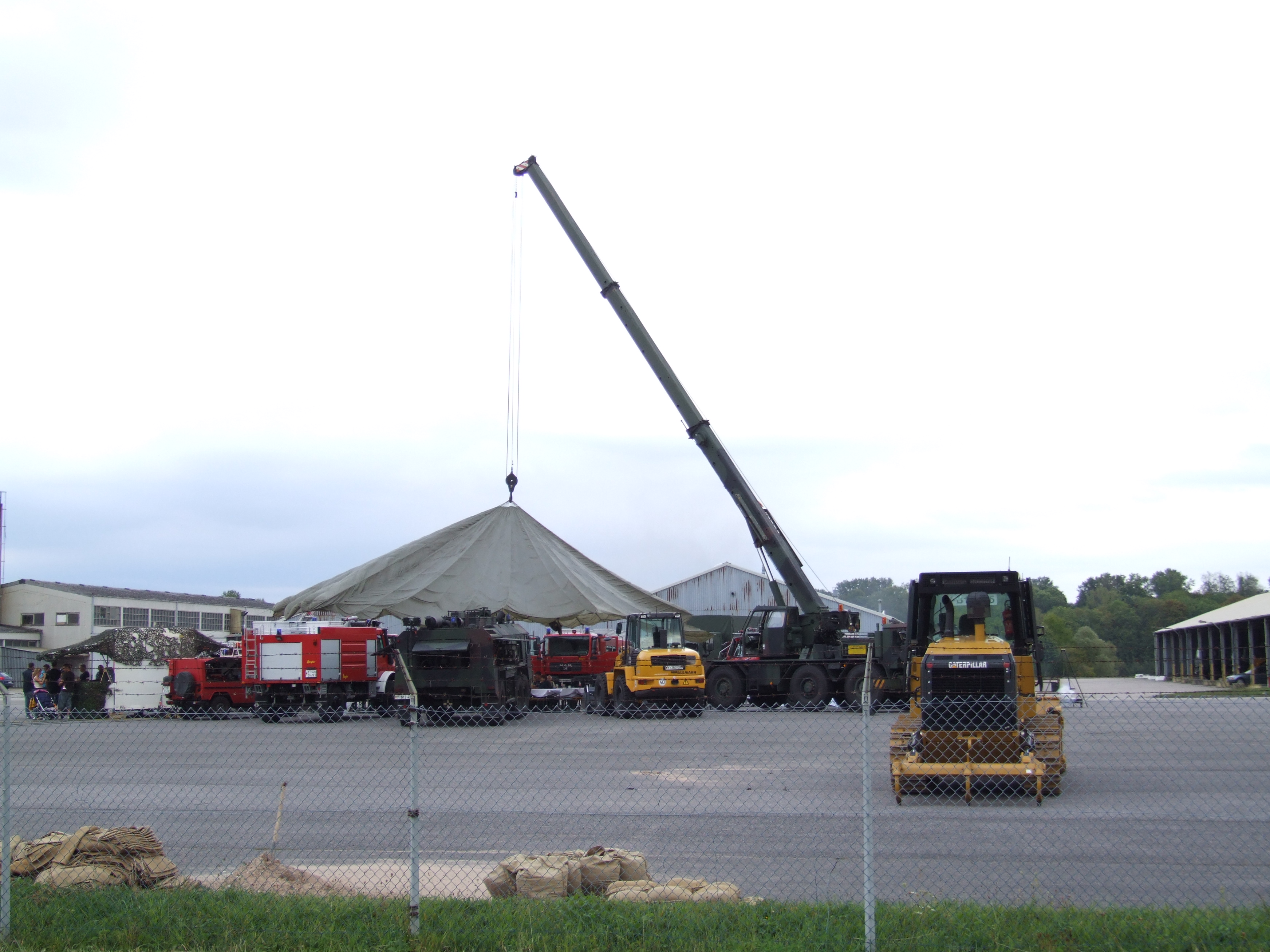
Fahrzeuge des Spezialpionierbataillons 464 im Reffenthal

Seit 1. Oktober 2005 bestand das Spezialpionierbataillon 464 aus fünf Feldlagerbetriebskompanien zu je 120 Soldaten und einer Pipelinepionierkompanie mit 179 Soldaten sowie der Spezialpionierkompanie, einer Stabs- und Versorgungskompanie von 203 Soldaten einschließlich 48 Rekruten. Im Jahr 2009 wurde der Verband um eine Spezialpionierkompanie B mit 167 Soldaten verstärkt. Von den insgesamt 1149 Dienstposten sind etwa 150 mit Soldaten der Luftwaffe besetzt.
Numerische Gliederung:
1./ SpezPiBtl 464 (StVersKp)
2./ SpezPiBtl 464 (Feldlager) (aufgelöst am 30. September 2013)
3./ SpezPiBtl 464 (Feldlager)
4./ SpezPiBtl 464 (Feldlager)
5./ SpezPiBtl 464 (Feldlager)
6./ SpezPiBtl 464 (Feldlager)
7./ SpezPiBtl 464 (Pipeline)
8./ SpezPiBtl 464 (Brandschutz Kp) (aufgelöst am 31. März 2014)

### 1. Spezialpionierkompanie
Die 1. Spezialpionierkompanie als Stabs- und Versorgungskompanie führte die unterstellten Kräfte und stellte deren personelle und materielle Einsatzbereitschaft sicher,
- sie erkundete die Lage, plant und überwacht die Einsätze des Bataillons
- sie vertrat die Pioniere im Gefechtsstand des Logistikregiments (Unterstützungzelle)
- sie führte die Grundausbildung der Rekruten durch
- sie betrieb die Kommunikations- und Informationssysteme des Bataillons
- sie sicherte die Trinkwasserversorgung im Einsatzgebiet
- sie versorgte das Bataillon im Einsatz.[7]

### Die fünf Feldlagerbetriebskompanien
Jede der fünf Feldlagerbetriebskompanien zu jeweils 120 Soldaten betrieb bis zu zwei Feldlager für je etwa 900 Soldaten an verschiedenen Orten im Einsatzgebiet, stellen also die stationäre Unterbringung von Truppenteilen im Einsatzgebiet sicher. Zu diesem Zweck
- erkunden die Kompanien im Einsatzgebiet die Lage und wenn dort eine Infrastruktur nicht oder nicht in ausreichender Qualität vorhanden ist, planen und bauen sie Feldlager und richten diese ein,
- betreiben sie diese Feldlager und bewirtschaften das Feldlagermaterial.[7]

Zum Feldlagerbetrieb gehörten im Wesentlichen u. a. die autarke Stromversorgung, Wasseraufbereitung und -versorgung sowie Abwasserentsorgung, Bereitstellung und Verwaltung von Unterkunftcontainern, Feldlagerfeuerwehr zur Brandbekämpfung. Die Feldlagersicherung wurde durch den Kommandanten Feldlager mit einer eigenen Sicherungskompanie oder -zug sowie stationierten Kräften gewährleistet (Sicherungsdienst aller Truppen).
Typische moderne Feldlager, wie sie von den Feldlagerbetriebskompanien für die Bundeswehr errichtet werden, waren Camp Marmal und Camp Warehouse in Afghanistan.

### Pipelinepionierkompanie
Die Pipelinepionierkompanie
- unterstützte im Grundbetrieb die zivile Betreibergesellschaft der militärischen Pipelinesysteme Central Europe Pipeline System und North European Pipeline System,
- baute und betrieb Feldtanklager in stationären militärischen Pipelineanlagen,
- baute und betrieb in der Logistikbasis Einsatzland Feldpipelineanlagen zur Unterstützung der Kraftstoff-Folgeversorgung der Einsatzkräfte,
- beseitigte Schäden an Pipelineanlagen und den Kraftstoffversorgungsanlagen militärischer Flugplätze,
- führte Ölabwehrmaßnahmen durch und hilft mit bei Umwelt- und Katastrophenschutzmaßnahmen,
- überprüfte die Qualität der Kraftstoffe vor Abgabe.[8]

### Spezialpionierkompanie B
unterstützt den Bau von Feldlagern, Feldtanklagern und Pipelineanlagen durch
- Bereitstellung von Großgerät
- stellte den abwehrenden Brandschutz von Feldlagern sicher
- stellte Löschkräfte und Ölabwehrkräfte für Flugplätze und Feldflugplätze
- stellte Kräfte und Mittel für Hilfeleistungen in Abstimmung mit der territorialen Dienststellen zur Verfügung und
- unterstützt zivile Stellen beim Einsatz von deren Hilfskräften im Rahmen der zivil-militärischen Zusammenarbeit.[9]

### Patengemeinden der Kompanien
Folgende Gemeinden haben Patenschaften für die Kompanien übernommen:
1./ SpezPiBtl 464 (StVers): Verbandsgemeinde Dudenhofen
2./ SpezPiBtl 464 (Feldlager): Ortsgemeinde Otterstadt
3./ SpezPiBtl 464 (Feldlager): Stadt Schifferstadt
4./ SpezPiBtl 464 (Feldlager): Gemeinde Altrip
5./ SpezPiBtl 464 (Feldlager): Gemeinde Römerberg (seit 28. Juni 2005)
6./ SpezPiBtl 464 (Feldlager): Ortsgemeinde Waldsee (seit 14. Oktober 2006)
7./ SpezPiBtl 464 (Pipeline): Ortsgemeinde Lingenfeld (seit 2005)
8./ SpezPiBtl 464 (militärischer Brandschutz): Gemeinde Limburgerhof (seit 14. Januar 2010)

## Der Standort Speyer, Kurpfalzkaserne und weitere Liegenschaften

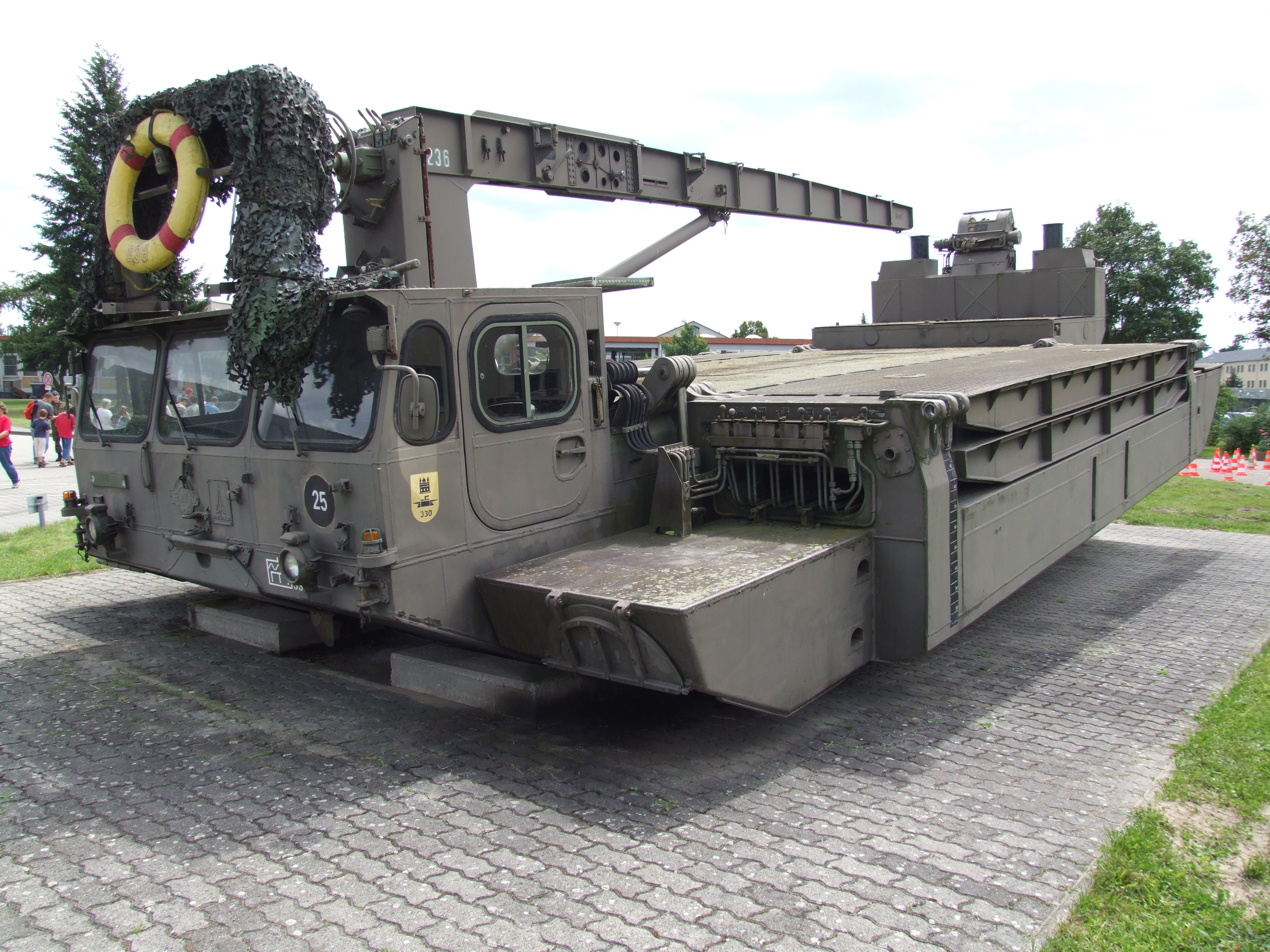
Das Pionierbrückenfahrzeug Schwimmschnellbrücke M2B Alligator von den EWK Eisenwerke Kaiserslautern, Deutz, erinnert an die langen Jahre der Schwimmbrückenpioniere in Speyer

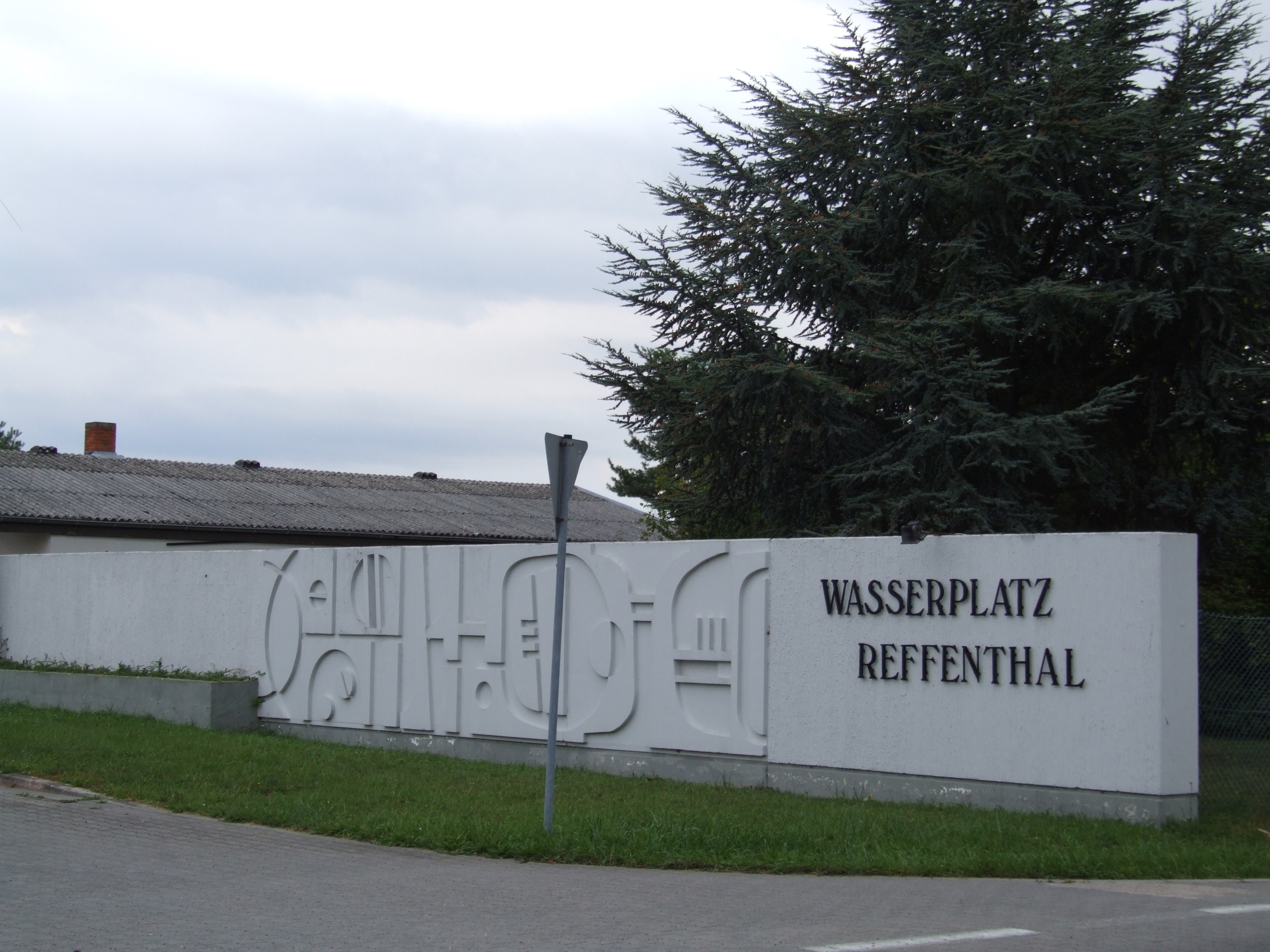
Wasserübungsplatz Reffenthal, früher Quartier Riberpray

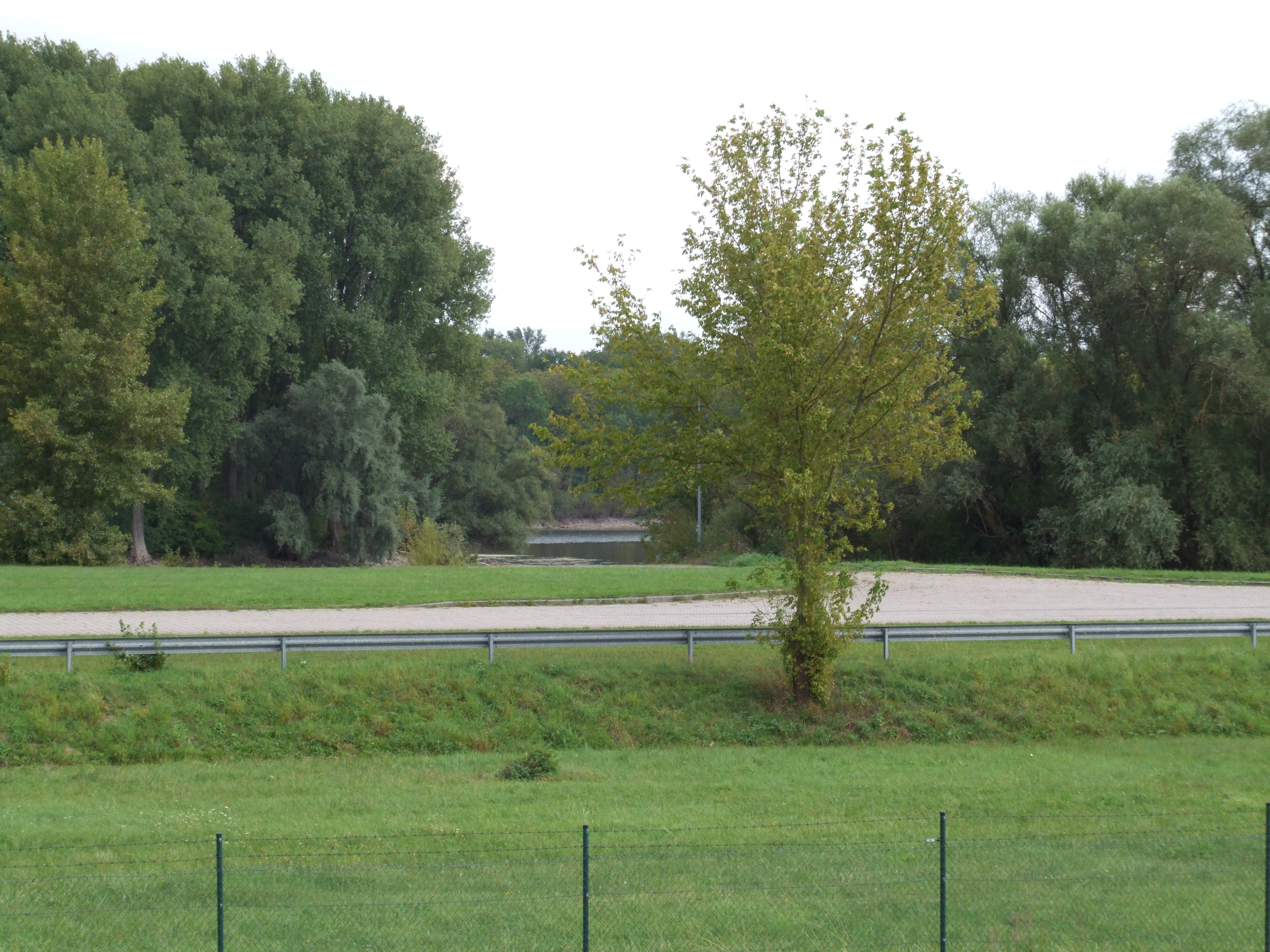
Wasserplatz Reffenthal des Spezialpionierbataillons 464, früher Quartier Riberpray, Blick auf den Angelhofer Altrhein.

Das Spezialpionierbataillon 464 war in der 23,22 ha großen Kurpfalzkaserne ganz im Norden des Stadtteils Speyer-Nord der Stadt Speyer am Rhein stationiert.
Der Standort bestand seitdem im Dezember 1962 bzw. Januar 1963 die Fallschirmpionierkompanie 260 aus Mannheim und das Luftlandeartilleriebataillon 265 aus Großengstingen in eine neu errichtete Kaserne nördlich der Siedlung zogen. Um Wohnraum für die Soldatenfamilien zu schaffen, errichtete die GEWO westlich der Spaldinger Straße im Waldgebiet Geschosswohnungen.
Unmittelbar südlich der Außenstelle der Bundeswehr in der Rheinniederung zwischen Binsfeld und Angelhofer Altrhein mit Übungsgelegenheit im Angelhofer Altrhein bestand lange ein Standort von französischen Brückenpionieren, das Quartier Riberpray, das später von der Bundeswehr mitgenutzt wurde. Der Wasserübungsplatz Reffenthal nahm eine Fläche von 66,5 Hektar ein.
Westlich der B 9 und des Stadtteils Speyer-West, südlich der Iggelheimer Straße und der Walderholung im Speyerer Wald verfügte das Bataillon über einen großen Truppenübungsplatz. Teile der durch den Übungsbetrieb freigehaltenen Flächen bilden eine sandige Binnendünenlandschaft, die zahlreichen seltenen Pflanzen und Insekten Lebensraum bietet. Der Truppenübungsplatz war 96,61 ha groß. Er war untergliedert in den umzäunten Pionierübungsplatz und den Standortübungsplatz.
An der Schnittstelle der B 9 mit der B 39 lag das sogenannte Polygon-Gelände, wo auf 17,93 ha früher Fahrschulbetrieb herrschte.

### Der Standort während des kalten Krieges
In der Zeit des kalten Krieges wurden regelmäßig zu Übungszwecken Pionierbrücken über den Rhein geschlagen. Ganz im Süden der Stadt lag auf einer Wasserfläche im Speyerer Auwald nahe dem jetzigen Anlegepunkt der Rheinhäuser Fähre eine Schwimmbrücke.
An mehreren Stellen des Rheins waren Anlegestellen für Schwimmbrücken und solide NATO-Straßen zu diesen Punkten angelegt. Auch die Kraftstoffversorgung war mittels Pipeline vorbereitet.
Im Pfälzer Wald waren damals in großen Depots Fahrzeuge und Kriegsausrüstung für amerikanische Soldaten gelagert, die im Falle eines sowjetischen Angriffs hätten eingeflogen werden sollen und mittels dieser Ausrüstung an die Front hätten ziehen sollen.
Von der Kaserne aus mitbetreut wurde ein Munitionsdepot nördlich der Kaserne im Schifferstadter Wald, wo Patriot-Luftabwehrraketen gelagert waren. Diese wurden später während des Irak-Krieges zum Zwecke der Abwehr von Scud-Raketenangriffen an Israel geliefert, der Standort geschlossen.
Die deutschen Pioniere arbeiteten partnerschaftlich mit den in Speyer stationierten französischen Pionieren der Kaserne Normand und dem hier ebenfalls stationierten französischem Spahi-Regiment 1er régiment de Spahis zusammen. 1945 bis 1984 war das Spahi-Panzeraufklärungsregiment in der Kaserne Martin untergebracht. Die weitläufige Kasernenanlage beherbergt heute das Technikmuseum Speyer. Heute ist das Regiment, das am Golfkrieg teilnahm, in Valence im Rhonetal stationiert. In dem Waldstück zwischen Speyer-Nord und Speyer-West westlich der Bahnlinie befand sich ein französisches Fahrzeugdepot, das Quartier Lyautey. Die Gebäude wurden abgerissen und durch ein Gewerbegebiet ersetzt. (Die Kaserne Normand wurde 1888 von Franz Schöberl für das seit 1874 nach Speyer verlegte zweite bayrische Pionierbataillon errichtet, das bis 1918 in Speyer stationiert war. Während der französischen Besatzungszeit 1918–1930 nach dem Ersten Weltkrieg war das französische 12. Pionierregiment in Speyer stationiert. Dessen kommandierenden General wählten die Franzosen während der Nutzung nach dem Zweiten Weltkrieg 1945–1997 als Namensgeber für die Kaserne Normand. Heute ist das Kasernengebiet, dessen Gebäude denkmalgeschützt sind, ein 12 ha großes Wohngebiet, das Quartier Normand.)

### Der Standort nach der Schließung
Die Kurpfalz-Kaserne wird seit September 2015 als Außenstelle der Aufnahmeeinrichtung für Asylbegehrende Trier genutzt. Ab 23. September 2015 sollten 600 Flüchtlinge in die Kaserne einziehen.

## Wappen
Das Wappen des Spezialpionierbataillons 464 ist von rot und weiß schräglinksgeteilt. Das rote Feld trägt in schwarz, abgesetzt den stilisierten Speyerer Dom, das Wappen der Garnisonsstadt Speyer. Das weiße Feld trägt eine stilisierte schwarze Brücke, das militärische Symbol der Pioniere, vor einem senkrechten grünen Eichenblatt. Die stilisierte Brücke vorm senkrechten Eichenblatt ist vom Eichenkranz eingefasst das Barettabzeichen der Pioniere.

## Gerät
Neben umfangreichem Feldlagermaterial, Falttanks, Pipelinerohren, und -schläuchen, Zapfstellen, Pumpen etc. für die Einrichtung von Feldtanklagern verfügt das Bataillon über spezielle Großgeräte:
- 120-t-Fahrzeugkräne z. B. zum Aufstellen von Wohn- und Material-Containern.
- Mehrzweckraupen für Aushub-, Planier- und Erdbewegungsarbeiten
- Schwenklader
- Erdhobel
- Löschfahrzeuge
- mobile Trinkwasseraufbereitungsanlagen